# Bodhrán

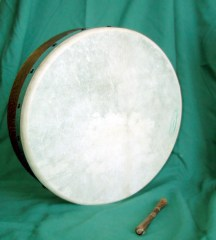

A bodhrán vagy bodhran (ejtsd: /ˈbɔːrɑːn/, kb.: [bórán]) a kelta népek, köztük is főleg az írek tradicionális kézidobja. Korábban kultikus célokra használt druidadob, illetve nagyobb változatai csatadobok voltak. Második reneszánszát az 1950-es évek óta éli. Azóta az ír függetlenség és kultúra egyik szimbóluma.

## Felépítése
Fa keretre általában kecske-, birka-, vagy ritkábban kutya-, illetve marhabőrt feszítenek. Ezt a bőrt előzőleg megtisztítják és nátrium-hidroxidos vízben áztatják, míg felpuhul. Ekkor megszabadulnak a szőrtől. Vizes mosás után a nedves bőrt szegek segítségével a keretre feszítik. A száradás következtében a bőr megfeszül a kereten.

## Játék
Általában ülve játszanak rajta. Ekkor a dobot a térdre fektetik, hogy a bőr függőleges legyen. Jobbkezesek a bal kezüket a dob fonákjára helyezik, ezzel tompítják a hangot. Jobb kézben az ütőt úgy tartjuk, mintha tollal akarnánk írni. Ha a dobot egy óra hátlapjának tekintjük, akkor a középpont és hét óra között kell megütnünk. Próbáljuk meg felfelé és lefelé is ugyanott megütni.
Reel esetén 4/4-et játszunk, tehát EGY-két-há-négy-EGY-két-há-négy-stb… (a nagybetűsek a hangsúlyos ütemek); ezt kombinálhatjuk, pl. EGY-KÉT-há-négy-EGY-két-há-négy.
Jig esetében: EGY-két-há-NÉGY-öt-hat-EGY-két-há-NÉGY-öt-hat (6/8).
A játéktechnikáknak csak a fantázia szab határt. A klasszikus kerry-stílusnál a dob alsó felét ütjük. A top-end stílusnál a felső felét. Lehet az alsó felét is ütni, a felütéseket pedig a felsőn (ahogy J.J. Kelly). Használhatjuk az ütőnk csak egyik és mindkét felét. Léteznek technikák, amelyeknél a közel-keleti, ún. frame-dobokhoz (pl. tar) hasonlóan kézzel dobolnak a bodhránon.

## Híres bodhránjátékosok
- John Joe Kelly (Flook)
- Abe Doron (ex-Riverdance, Evergreen)
- Donnchadh Gough (Danú)
- Eamon Murray (Beoga)
- Nicola Joyce (Gráda)
- Kevin Conneff (The Chieftains)
- David Mateos "Puru" (Corquiéu)
- Eamon Murray (Beoga)
- Rónán Ó Snodaigh (Kíla)
- Johnny "Ringo" McDonagh (De Dannan)

## Magyar bodhránjátékosok
- Gueth János (Írka-fÍRrka)
- Kovács Gáborján (Bran)
- Kis Sándor (ex-Bran, Cipín, Cipín Touch, Fakutya)
- Kovács Tamás (Pucks'n'Fairies zenekar, TARA zenekar)
- Kuklis Henrik (M.É.Z. együttes)
- Mulaj Sándor (Maggie In The Woods)
- Tóth István (Hétrét)
- Polonkai Éva (Green Spirit)